# Henrik Grønvold
Henrik Grønvold (født 6. september 1858 i Præstø, død 23. marts 1940 i Bedford) var en dansk naturhistoriker og kunstner der er kendt for sine illustrationer af fugle. Grønvold var blandt de sidste naturhistoriske illustratører der udgav litografier.

## Baggrund
Henrik Grønvold blev født den 6. september 1858 i Præstø, Danmark. Han var søn af Hans Peter Levin Grønvold (1822-84) og Wilhelmine Marie Cathrine Lassen (1821-65). I 1880 rejste han til København for at lære maskintegning på Københavns Tekniske Skole. Efter han blev færdig med uddannelsen, arbejdede han først som tegner for Den Kongelige Danske Hærs artilleri og illustrator ved Københavns Biologiske Forskningsstation.
I 1892 forlod han Danmark med henblik på at emigrere til USA. Mens han stoppede i London undervejs, blev han ansat på Natural History Museum og blev sat til at forberede anatomiske prøver. Grønvolds svenskfødte kone, Josefine Josefina Wilhelmina Hillstrøm (1869-1935), kom sammen med ham et år senere. Han døde den 23. marts 1940 i Bedford.

## Karriere
Henrik Grønvold blev en dygtig konservator og etablerede et ry som kunstner. Han blev ansat på museet indtil 1895, hvor han ledsagede William Ogilvie-Grant på en ekspedition til Salvageøerne. Efter denne ekspedition arbejdede Grønvold uofficielt på museet som kunstner i årtier og forlod kun London for at deltage i en ornitologisk kongres i Berlin.
Hans illustrationer optrådte primært i videnskabelige tidsskrifter som Forløb og transaktioner i det zoologiske samfund, Ibis og Avicultural Magazine. I disse publikationer tegnede han plancher for blandt andre William Ogilvie-Grant, George Albert Boulenger og Michael Rogers Oldfield Thomas. Grønvold afsluttede også adskillige plancher for Walter Rothschild, hvoraf mange optrådte i Rothschilds tidsskrift Novitates Zoologicae. Grønvold illustrerede for det meste fugle og æg, sjældne og nyopdagede arter fra mange dele af verden og arbejdede mest i litografier. Hans æggeplancher inkluderer nogle gejrfugleæg der er lavet til Alfred Newton. Han lavede også nogle afbildninger af pattedyr, og Natural History Museum-samlingen har oliemalerier af aber han lavede til Rothschild.
Blandt de bøger han illustrerede, var George Shelleys Birds of Africa, der indeholdt 57 plancher, hvoraf mange var af arter der ikke var blevet illustreret før. Han illustrerede WL Bullers bøger om fuglene i New Zealand, Brabournes Birds of South America, Henry Eliot Howards The British Warblers (1907-14), Charles William Beebes A Monograph of the Pheasants (1918-22) og Herbert Christopher Robinsons The Birds of the Malay Peninsula (1929-76). Han afsluttede 600 håndfarvede plancher i tolv bind af The Birds of Australia (1910-27) af Gregory Macalister Mathews. Grønvold sørgede efterfølgende for adskillige illustrationer til Mathews' The Birds of Norfolk and Lord Howe Islands ... (1928) og A Supplement to The Birds of Norfolk and Lord Howe Islands ... (1936) — nogle af de sidste publikationer der blev udsendt med håndfarvede plancher.
Som et mindesmærke for hans bidrag til fuglekunst blev underarten af rødnakket busklærke lunsubspecie Mirafra africana henrici (Bates, 1930) opkaldt efter ham i 1930 af George Latimer Bates.
Grønvold døde i Bedford, England, i 1940. Hans datter Elsa Ayres (1899-1985) blev en dygtig portrætmaler og blev gift med den britiske billedhugger Arthur James John Ayres (1902-1985).